# Decim
В криптографии, Decim — потоковый шифр на основе РСЛОС, разработанный Комом Бербаином, Оливером Биллетом, Анн Канту, Николя Куртуа, Бландином Дебре, Генри Гильбертом, Луи Губином, Алином Гуже, Луи Гранбуланом, Седериком Ларду, Марин Минье, Томасом Порнином и Эрвом Сибе. Специализирован для аппаратной реализации. Запатентован. Был представлен в проекте eSTREAM, где не прошёл дальше третьего этапа.

## Введение
Самое главное требование к шифрам — устойчивость к различным видам атак. Алгебраические атаки — одна из самых серьёзных угроз безопасности потоковым шифрам. Если соотношение между комбинацией битов секретного ключа и порождённым её битом гамма является простым или легко предсказуемым, то и нахождение алгебраических зависимостей между комбинацией битов секретного ключа и битом ключевого потока (гамма) так же является простой задачей. Для усложнения соотношений между комбинацией битов секретного ключа (или комбинацией битов начального состояния РСЛОС, порождённого секретным ключом) и битов ключевого потока (гамма) используют нелинейную фильтрующую функцию от комбинации битов секретного ключа и механизмы десинхронизации между комбинацией битов секретного ключа и битами ключевого потока (гамма). Оба этих механизма (нелинейная фильтрующая функция и механизм десинхронизации между комбинацией битов РСЛОС и битами ключевого потока) являются основой работы и основным средством предотвращения криптоаналитических атак шифра Decim.

## Обзор работы Decim
Начало работы потокового шифра Decim начинается с ввода 80-битного секретного ключа {\displaystyle K} и 64-битного открытого ключа {\displaystyle IV} (Initialization Vector). Затем, с помощью определённых линейных комбинаций битов {\displaystyle K} и битов {\displaystyle IV}, использования нелинейной фильтрующей функции {\displaystyle F} и применения механизма выборки ABSG вычисляется начальное состояние 192-битного РСЛОС. После выполнения всех этих операций начинается генерация ключевого потока {\displaystyle z=(z_{t})|_{t\geqslant 0}} и заполнение им специального буфера BUFFER, использующегося для обеспечения непрерывной выдачи битов {\displaystyle z_{t}} на выход шифра, где происходит их сложение по модулю два с двоичной последовательностью символов открытого текста.

## Спецификация

### РСЛОСифильтрующая функцияF{\displaystyle F}
Примитивный многочлен, ассоциированный с РСЛОС, имеет вид:
{\displaystyle P(X)=X^{192}+X^{189}+X^{188}+X^{169}+X^{156}+X^{155}+X^{132}+X^{131}+X^{94}+X^{77}+X^{46}+X^{17}+X^{16}+X^{5}+1}
Обозначим через {\displaystyle s=(s_{t})|_{t\geqslant 0}} последовательность битов, полученных с выхода РСЛОС, тогда правило вычисления бита на выходе РСЛОС имеет вид:
{\displaystyle s_{192+n}=s_{187+n}\oplus s_{176+n}\oplus s_{175+n}\oplus s_{146+n}\oplus s_{115+n}\oplus s_{98+n}\oplus s_{61+n}\oplus s_{60+n}\oplus s_{37+n}\oplus s_{36+n}\oplus s_{23+n}\oplus s_{4+n}\oplus s_{3+n}\oplus s_{n}}
Для усложнений зависимостей между битами {\displaystyle s_{t}} РСЛОС и битами {\displaystyle z_{t}} используется нелинейная фильтрующая функция от семи переменных {\displaystyle F(x_{1},...x_{7})}. В каждый такт {\displaystyle F} применяется дважды — к битам, стоящим на разных позициях в РСЛОС. Обозначим {\displaystyle F1(x_{i_{1}},...,x_{i_{7}})} и {\displaystyle F2(x_{i_{8}},...x_{i_{14}})} функции такие, что
{\displaystyle F1(x_{i_{1}},...,x_{i_{7}})=F(x_{i_{1}},...,x_{i_{7}})}
и
{\displaystyle F2(x_{i_{8}},...,x_{i_{14}})=F(x_{i_{8}},...,x_{i_{14}})}, где
{\displaystyle F(x_{i_{1}},...,x_{i_{7}})=\sum _{1\leqslant j<k\leqslant 7}{x_{i_{j}}x_{i_{k}}}}
Пусть
{\displaystyle y1=(y1_{t})|_{t\geqslant 0}=F(s_{i_{1}+t},...,s_{i_{7}+t})}
{\displaystyle y2=(y2_{t})|_{t\geqslant 0}=F(s_{i_{8}+t},...,s_{i_{14}+t})}
{\displaystyle \mathbf {y} =y1_{0},y2_{0},y1_{1},y2_{1},...}.
Позиции битов РСЛОС, которые являются аргументами {\displaystyle F1} и {\displaystyle F2}:
- для {\displaystyle F1}: 1, 32, 40, 101, 164, 178, 187;
- для {\displaystyle F2}: 6, 8, 60, 116, 145, 181, 191.

Тогда
{\displaystyle \mathbf {y} 1_{t}=F(s_{t+1},s_{t+32},s_{t+40},s_{t+101},s_{t+164},s_{t+178},s_{t+187})}
{\displaystyle \mathbf {y} 2_{t}=F(s_{t+6},s_{t+8},s_{t+60},s_{t+116},s_{t+145},s_{t+181},s_{t+191})}.

### Механизм выборки ABSG
Механизм выборки ABSG используется для предотвращения алгебраических атак и некоторых видов быстрых корреляционных атак с помощью десинхронизации фильтрованных битов РСЛОС {\displaystyle y_{0},y_{1},y_{2},...} и битов гамма {\displaystyle z_{0},z_{1},z_{2},...}.
Работа механизма выборки ABSG заключается в разбивке последовательности {\displaystyle \mathbf {y} =y1_{0},y2_{0},y1_{1},y2_{1},...} на подпоследовательности вида {\displaystyle (b,b^{i},{\bar {b}})}, где {\displaystyle b\in {(0,1)}}, и выдачи {\displaystyle b}, если {\displaystyle i=0}, и {\displaystyle {\bar {b}}} в другом случае.
Алгоритм работы ABSG
Input: ({\displaystyle y_{0},y_{1},y_{2},\dots })
Set: {\displaystyle i=0}, {\displaystyle j=0}
Repeat the following steps:
1. {\displaystyle e=y_{i}}, {\displaystyle z_{j}=y_{i+1}};
2. {\displaystyle i=i+1};
3. while ({\displaystyle y_{i}}=={\displaystyle {\bar {e}}}) {\displaystyle i=i+1};
4. {\displaystyle i=i+1};
5. output {\displaystyle z_{j}};
6. {\displaystyle j=j+1};

Пример:
пусть {\displaystyle y=(0101001110100100011101)}, тогда, соответствующая последовательность на выходе ABSG имеет вид {\displaystyle z=(10111010)}.
В среднем, {\displaystyle 3n} бит, поступившем на вход ABSG, соответствует {\displaystyle n} бит на выходе, что и видно из примера.

#### Буфер BUFFER
Так как выдача битов механизмом ABSG непостоянна (для генерации одного бита {\displaystyle z_{t}} используется, в среднем, три бита {\displaystyle y_{t}}), а во время работы потокового шифра на каждый такт должен выдаваться бит гамма, то для непрерывной выдачи битов гамма используется буфер BUFFER.
После инициализации начального состояния РСЛОС, начинается заполнение BUFFER, и только после того, как BUFFER будет заполнен начнётся шифрование открытого текста (причём BUFFER работает по типу очереди — первый бит попавший в BUFFER, первым и выходит).
Существует вероятность, что в то время как BUFFER должен выдать бит, он оказался пустым. Эта вероятность мала, например, для BUFFER с четырьмя входами, вероятность, что он оказался пуст, в то время как он должен выдать бит, равна {\displaystyle 2^{-89}}. Разработчики Decim предлагают не считаться с этой возможностью, принимая, что её вероятность равна нулю.

### Инициализация начального состоянияРСЛОС
Сектретный ключ {\displaystyle K} имеет длину 80 бит, открытый ключ {\displaystyle IV} (Initialization Vector) имеет длину 64 бита, но дополняется нулями до 80 бит. Пусть {\displaystyle x_{0},...,x_{191}} биты РСЛОС. Тогда начальное состояние РСЛОС вычисляется следующим образом:
{\displaystyle x_{i}={\begin{cases}K_{i}\lor IV_{i}~for~0\leqslant i\leqslant 56\\K_{i-56}\lor {\bar {IV_{i-56}}}~for~56\leqslant i\leqslant 111\\K_{i-112}\oplus IV_{i-112}~for~112\leqslant i\leqslant 191\\\end{cases}}}
Видно, что число всевозможных начальных состояний РСЛОС это {\displaystyle 2^{56+56+24}}.

## Некоторые пояснения работы Decim

### РСЛОС
Для предотвращения атак компромисс «время-память» длина РСЛОС должна быть не меньше 160 бит. Также РСЛОС должен быть прост в аппаратной реализации. Исходя из этих факторов, размер РСЛОС был выбран равным 192 битам.
Вес Хэмминга примитивного многочлена {\displaystyle P(x)} должен быть достаточно большим, чтобы предотвратить быструю корреляционную атаку, но с дургой стороны вес Хэмминга примитивного многочлена {\displaystyle P(x)} не должен быть слишком большим, чтобы не увеличивать время работы шифра в аппаратной реализации.

### Фильтрующая функцияF{\displaystyle F}
Фильтрующая функция {\displaystyle F} должна быть равновесной и для предотвращения дифференциального криптоанализа должна удовлетворять propagation criterion: функция {\displaystyle D_{u}F(x)=F(x)+F(x+u)} должна быть равновесной. Также, для упрощения аппаратной реализации, желательно, чтобы функция {\displaystyle F} была симметричной, то есть, чтобы значение функции {\displaystyle F} зависело только от веса Хэмминга её аргумента (набора x_1,…x_7). Всем этим требованием удовлетворяет квадратичная функция вида:
{\displaystyle F(x_{i_{1}},...,x_{i_{7}})=\sum _{1\leqslant j<k\leqslant 7}{x_{i_{j}}x_{i_{k}}}},
которая и используется, как фильтрующая функция шифра Decim.

## Надёжность шифра Decim
Исключая сложные случаи атак компромисс «время-память» вычислительная сложность атак на шифр Decim, по мнению его авторов, равна сложности атаки методом грубой силы и составляет не меньше, чем {\displaystyle O(2^{80})}.
Но, независимый криптоанализ, проведенный Хунян Ву и Бартом Пренилом, показал ненадежность шифра Decim, причём вычислительная сложность атаки оказалась не больше чем {\displaystyle O(2^{21})}, что является абсолютно неприемлемым.